# Puccinia crepidis-montanae
Puccinia crepidis-montanae är en svampart som beskrevs av Magnus 1904. Puccinia crepidis-montanae ingår i släktet Puccinia och familjen Pucciniaceae.   Inga underarter finns listade i Catalogue of Life.